# فنلاند کوچک

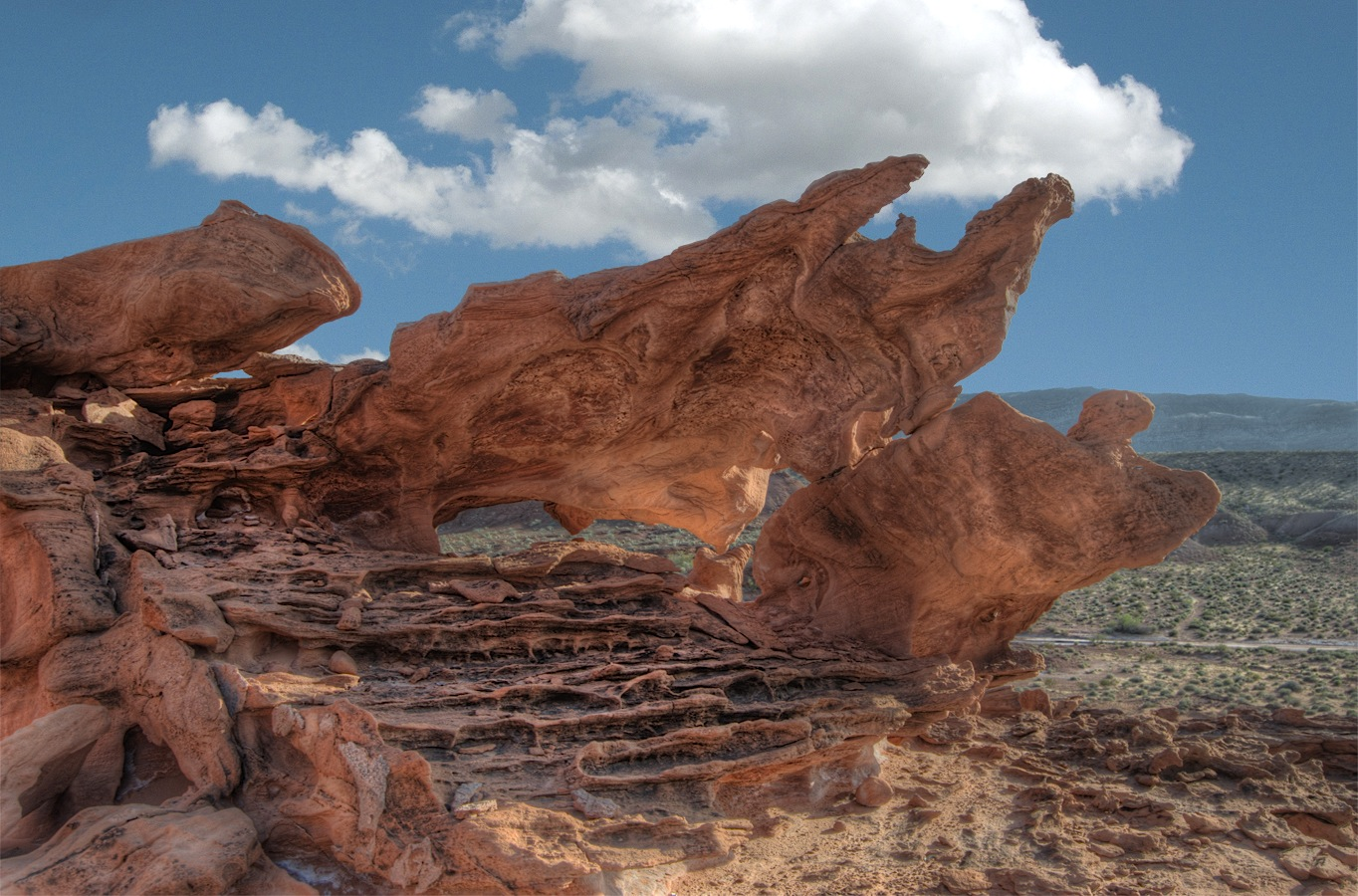
سازند صخره ای فنلاند کوچک

فنلاند کوچک (همچنین با لقب های زمین بازی هابگوبلین و آتش شیطان نیز نام برده می‌شود) یک ناحیه صخره‌ای قرمز خوش منظره می باشد که در قسمت دورافتاده‌ای از شهرستان کلارک، نوادا در جنوب مسکویت قرار دارد،به خاطر مناظر صخره‌ای قرمز رنگ و صخره‌های ظریف و عجیب‌شکلش معروف می باشد. منظره شبیه پارک ایالتی دره آتش است که نزدیک ۲۰ مایل (۳۲ کیلومتر) می باشد و به سوی غرب، در سراسر دریاچه مید . صخره ها از ماسه سنگ قرمز آزتک ، تپه های شنی فسیلی ایجاد شده اند. بسیاری از ویژگی‌ها باله‌های فرسایشی کوچک هستند، از این رو به این نام می‌گویند.
فنلاند کوچک از راه بی ال ام بوت طلا بک کانتری راه راه قابل دسترسی است،  که همچنین از شهر معدنی تاریخی بوت طلا، نوادا ، که در تاریخ 1908 بنیانگذاری شده است، گذر میکند. دیگر جاذبه‌های اطراف عبارتند از Whitney Pockets، منطقه صخره‌ای قرمز منظره دیگر با سنگ نگاره‌ها ، و حنجره شیطان، یک گودال . منطقه بوت طلا یک زمین عمومی است که توسط اداره مدیریت زمین اداره می شود که شامل هفت منطقه نگرانی زیست محیطی حیاتی (ای سی ای سی) تعیین شده توسط بی ال ام است. از دسامبر 2016، فنلاند کوچک و ناحیه اطراف آن از حفاظت فدرال بیشتری در بنای یادبود ملی بوت طلا برخوردار هستند.
دو منطقه بیابانی بی ال ام در حوالی هستند. وحشی دره لایم  با فنلاند کوچک و سوی غربی حلقه کناری بوت طلا هم مرز است. بیابان جامبو اسپرینگز  در جنوب شهرک بوت طلا (گلد بوت) واقع شده.

## گالری

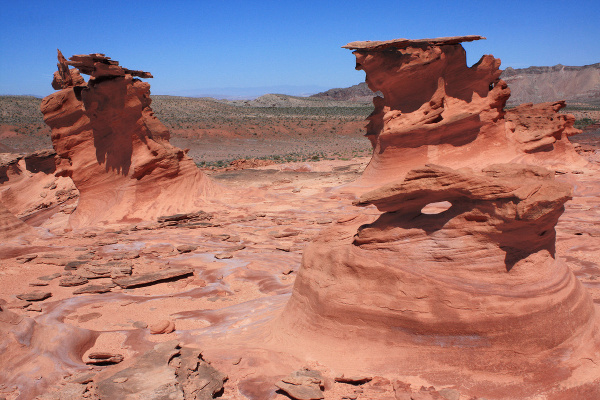
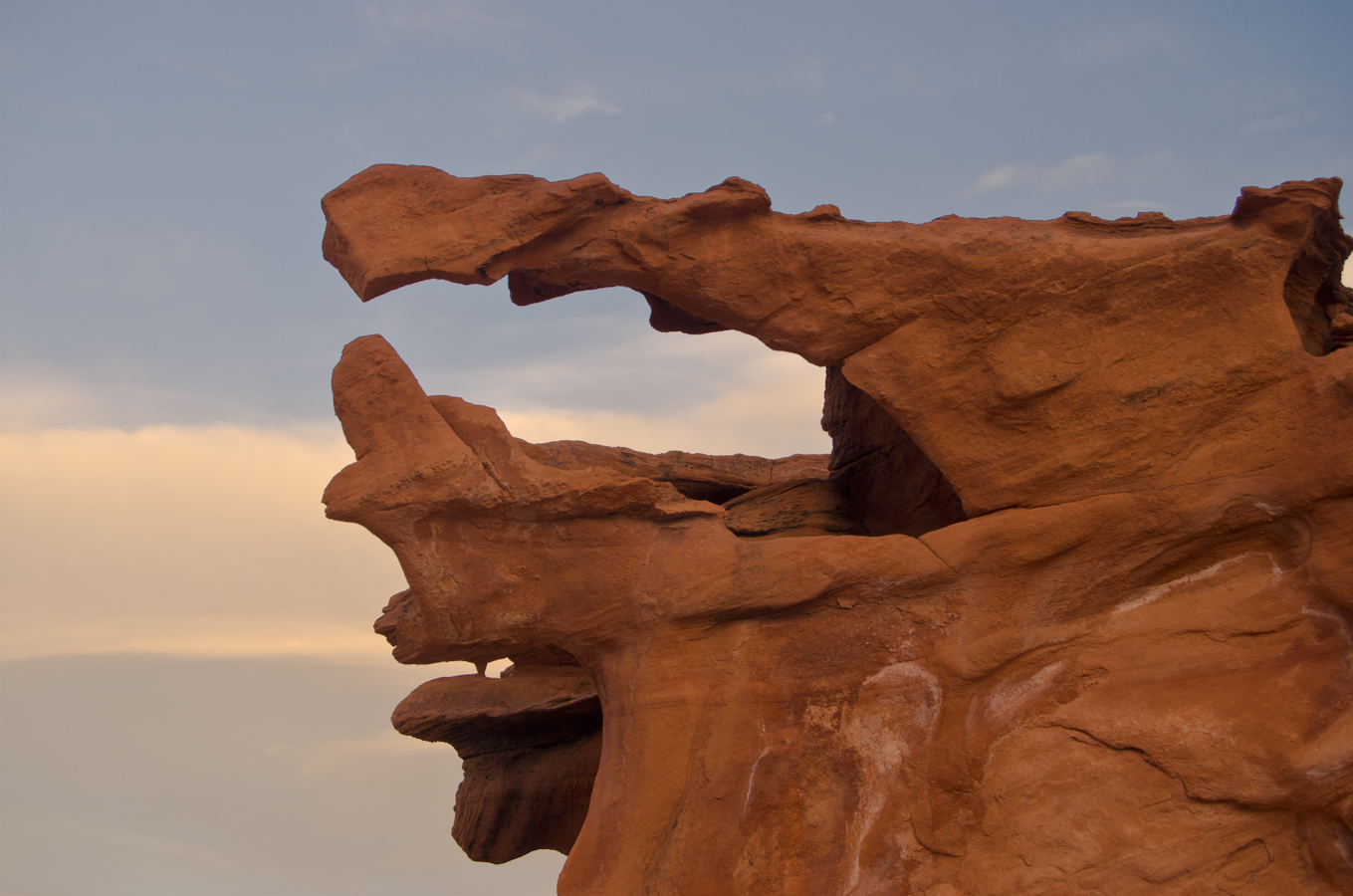
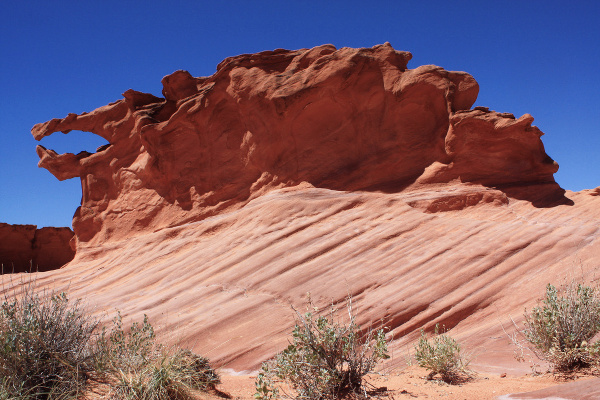
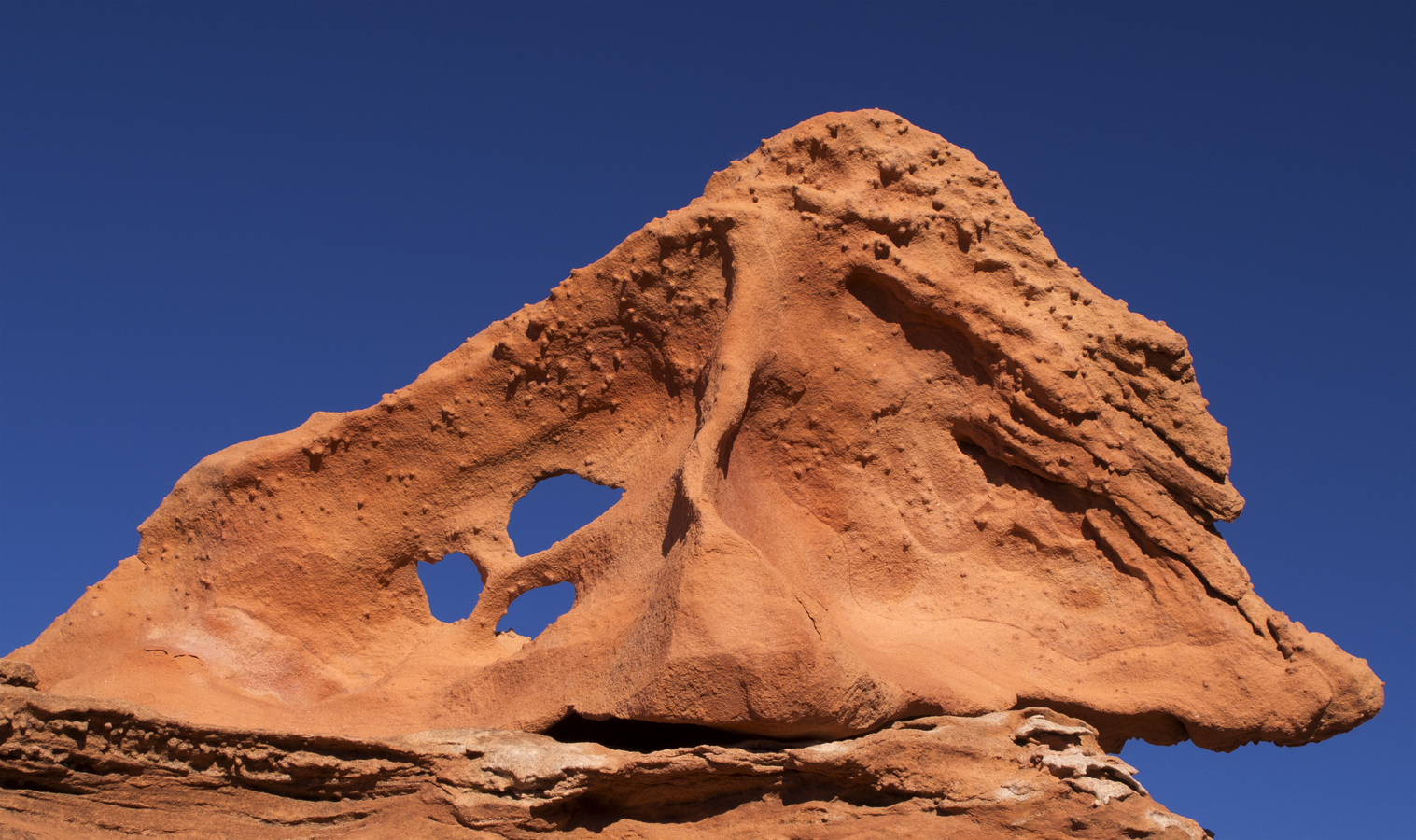
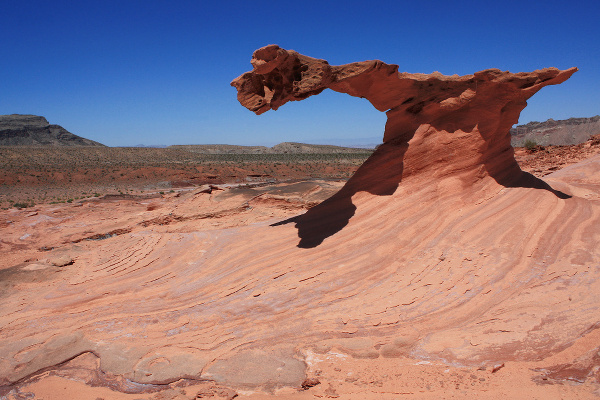

## لینک های خارجی
- بوت طلا بازگشت کشور راه راه ، نقشه و راهنما
- شهر ارواح بوت طلا
- گوهر فرهنگی بومی آمریکا در خطر است. بوت طلا.

1. ↑  Yusuf Hendrawan; Haruhiko Murase (2009). "Machine Vision-based Precision Irrigation System for Sunagoke Moss Production". 2009 Reno, Nevada, June 21 - June 24, 2009. St. Joseph, MI: American Society of Agricultural and Biological Engineers. doi:10.13031/2013.27006.
2. ↑  "Aeromagnetic map of the Gold Butte-Chloride area, Arizona and Nevada". 1972. {{cite journal}}: Cite journal requires |journal= (help)
3. ↑  "Full Issue PDF Volume 38, Issue 12". Fisheries. 38 (12): 525–584. 2013-12-23. doi:10.1080/03632415.2013.873249. ISSN 0363-2415.
4. ↑  «New York Times National Health Care Poll, March 1982». ICPSR Data Holdings. ۲۰۰۶-۱۰-۰۴. دریافت‌شده در ۲۰۲۲-۰۵-۳۰.
5. ↑  "Mineral resources of the Lime Canyon Wilderness Study Area, Clark County, Nevada". 1990. {{cite journal}}: Cite journal requires |journal= (help)